# Adelheid van Holstein
Adelheid van Holstein-Rendsburg (gestorven januari 1350), gravin van Schauenburg, was een dochter van graaf Hendrik I van Holstein en Helwig van Bronkhorst. Zij werd in 1313 de echtgenote van hertog Erik II van Sleeswijk (1288-1325) en was de moeder van:
- Waldemar
- Helvig, die in 1340 huwde met Waldemar Christofferssohn Atterdag. Zowel haar zoon als haar schoonzoon werden koning van Denemarken.[2]